# Leeds (Alabama)
Pour les articles homonymes, voir Leeds (homonymie).
Leeds est une localité de l'État de l'Alabama aux États-Unis, située dans la banlieue est de Birmingham, dans le comté de Jefferson.
En 2012, la population était de 11 885 habitants.

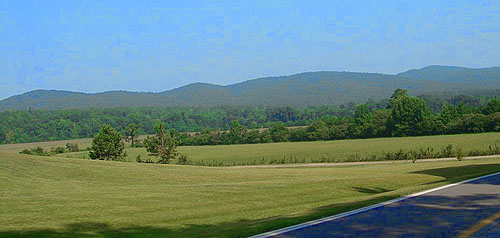
Panorama des collines et des montagnes de Leeds, Alabama.

## Démographie
| 1890 | 1910 | 1920  | 1930  | 1940  | 1950  |
| ---- | ---- | ----- | ----- | ----- | ----- |
| 250  | 810  | 1 600 | 2 529 | 2 910 | 3 306 |

| 1960  | 1970  | 1980  | 1990  | 2000   | 2010   |
| ----- | ----- | ----- | ----- | ------ | ------ |
| 6 162 | 6 991 | 8 638 | 9 946 | 10 455 | 11 773 |

## Source
- (en) Cet article est partiellement ou en totalité issu de l’article de Wikipédia en anglais intitulé « Leeds, Alabama » (voir la liste des auteurs).